# Championnat de Thaïlande de hockey sur glace
Le Thai World Hockey League est le meilleur niveau de hockey sur glace en Thaïlande. Il y a cinq équipes dans la ligue.

## Équipes
- Chevron Canstar Bangkok
- Rocket Thailand Bangkok
- Ladprao Bangkok
- Chiangmai Falcon
- Chiangmai Sky Ice

## Champions
- 2009-10 : Roadhouse Smokers Bangkok
- 2008-09 : Wall Street Warriors
- 2007-08 : Curve Coyotes Bangkok
- 2006-07 : Jamcomb Sports Leafs Bangkok
- 2005-06 : Curve Coyotes Bangkok
- 2004-05 : Canstars Bangkok
- 2003-04 : Din-Daeng Jets Bangkok
- 2002-03 : Flying Farangs Bangkok
- 2001-02 : Canstars Bangkok
- 2000-01 : Canstars Bangkok
- 1999-00 : Canstars Panthers Bangkok
- 1998-99 : Panthers Bangkok